# Мажа (річка)
Мажа (біл. Мажа) — річка в Копильському районі Мінської області Білорусі, права притока річки Мороч (басейн Прип'яті).
Довжина річки 40 км. Площа водозбору 319 км². Середньорічна витрата води в гирлі 1,4 м³/с. Середній нахил водної поверхні 1,3 м/км.
Починається за 3 км на схід від міста Копиль, тече через нього (на річці в межах міста створені ставки площею 22 га та 11 га) в межах Копильського пасма і на Клецькій рівнині. Гирло біля північної околиці села Семежево. Долина завширшки 0,3—0,5 км. Заплава переважно двостороння (ширина 0,25—0,4 км), місцями заболочена. Ширина русла 2-5 м. На річці створено Тимковицьке водосховище. Основні притоки — Чайка і Томашівка (праворуч).
Біля річки населені пункти: місто Копиль, агромістечка Мажа, Тимковичі, села Городники, Красіна та ін.